# La Neuve-Lyre
La Neuve-Lyre è un comune francese di 628 abitanti situato nel dipartimento dell'Eure nella regione della Normandia.

## Società

### Evoluzione demografica
Abitanti censiti